# Ruinas de Santo Domingo
Las ruinas de Santo Domingo son los restos de un convento gótico del siglo XIV conservados en la ciudad gallega de Pontevedra, en España. Forman junto a otros cinco edificios el Museo Provincial de Pontevedra. Fueron declaradas Monumento Nacional en 1895.

## Localización
Las ruinas de la iglesia del convento se encuentran en el primer ensanche burgués de la ciudad del siglo XIX en el ángulo entre la Gran Vía de Montero Ríos y la calle Marqués de Riestra.

## Historia

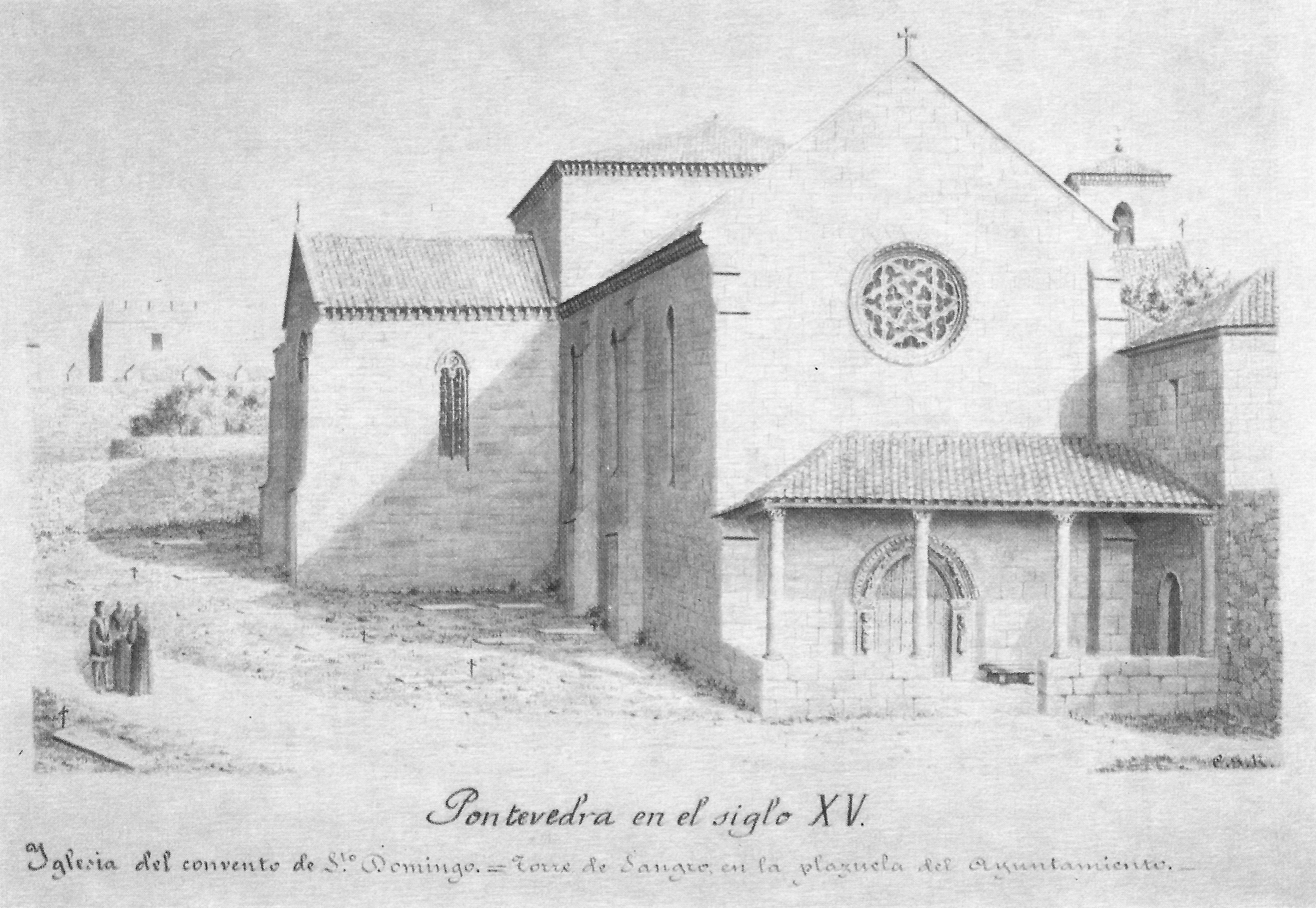
Dibujo de Celso García de la Riega, que muestra el aspecto que debió tener el convento en el.

Los dominicos llegaron a Pontevedra a finales del siglo XIII y fundaron el convento hacia 1281 en A Moureira, en las proximidades de la muralla que protegía la ciudad en la Edad Media, pero apenas tres años después se trasladaron a la ubicación actual y en 1295 empiezan a construir el nuevo convento. Las obras de la cabecera comenzaron en 1304 o 1305, en 1383 se realizaron obras correspondientes a la entrada de la sala capitular y la construcción se extendió durante el siglo XV.
En 1719, durante el ataque inglés a Pontevedra, las tropas comandadas por el general de brigada Honywood incendiaron el convento y la iglesia. A finales del siglo XVIII se decidió restaurar la iglesia mediante una nueva nave, de estilo neoclásico, que sustituiría a la antigua iglesia gótica y que se inició hacia 1804. Los frailes habían proyectado la demolición de la cabecera y del transepto medievales, por estimar que se encontraban arruinados, plan que no se realizó por falta de presupuesto. Además la construcción de la nueva nave fue frenada en 1835, cuando el estado aprobó la desamortización de Mendizábal y puso a la venta las posesiones de las órdenes religiosas, incluyendo el convento.

### Clausura del convento y ruina
El 8 de diciembre de 1836 se clausuró definitivamente el convento, y fue entregado a la «Junta de Enajenación de Edificios y Efectos de los Conventos Suprimidos de la Provincia de Pontevedra». Posteriormente fue entregado como Asilo al Ayuntamiento de Pontevedra, que recibió el edificio en mayo de 1840. A pesar de ser ocupado sucesivamente por una cárcel de mujeres, un hospicio hasta 1869 (en que fue trasladado al convento de Santa Clara), una escuela de párvulos, así como otras funciones designadas por el Ayuntamiento, el edificio se fue deteriorando paulatinamente hasta caer en la ruina y en 1846 algunos de sus materiales ya se estaban utilizando para pavimentar calles, lo que desencadenó las primeras respuestas de resistencia al desmantelamiento del monumento en  la ciudadanía pontevedresa, que empezó a organizarse para salvar las ruinas de la demolición. No obstante, el ayuntamiento de la época optó por demoler los restos del monumento, con el propósito de urbanizar esa área del primer ensanche. Así, en 1864 se derribó la capilla de San Jacinto, situada en el extremo sur del crucero y entre 1869 y 1870 la parte superior de la torre que existía en este mismo punto, en la esquina sureste.

Ruinas de Santo Domingo. Pontevedra. Diciembre de 1879. La Ilustración Gallega y Asturiana

El 12 de marzo de 1874 el Ayuntamiento, presidido por Fermín Brey, solicitó otra concesión para derribar completamente el edificio y ampliar la propiedad hasta el solar del Campo de la Feria. Esta concesión fue aprobada por el Gobernador Civil y Presidente de la Comisión Provincial de Monumentos, pero con la condición de que se conservase la parte correspondiente a la antigua iglesia y otros elementos de interés.
En julio de 1880 se llegó a un acuerdo para demoler completamente la iglesia. Esta decisión llevó a José Casal y Lois, miembro de la Comisión de Monumentos, a intervenir en octubre en nombre de otros ilustres pontevedreses ante el gobernador Filiberto Abelardo Díaz, quien ordenó al alcalde Alejandro Abreu la paralización de las obras de demolición. Sin embargo, las obras continuaron, lo que provocó nuevas reacciones. En 1881 se aprobó finalmente la demolición completa de las ruinas, aunque no se terminó por materializar. En 1886 se intentó de nuevo la demolición total de las ruinas, pero una vez más fracasó debido a la presión de numerosas personalidades pontevedresas y, en particular, a la oposición de la Comisión Provincial de Monumentos. En 1889 el Ayuntamiento volvió a intentar la demolición del convento pero la reacción social consiguió de nuevo detener las obras; en esta ocasión la voluntad de demoler las ruinas era tan firme que el ayuntamiento ya había incluido en sus presupuestos los ingresos previstos por la venta de los terrenos resultantes e incluso se pensó en dedicarlos a la edificación del nuevo Hospital Provincial de Pontevedra.

### Recuperación
En respuesta a estos intentos de demolición y en defensa de las ruinas del convento la Sociedad Arqueológica de Pontevedra inició en 1889 las gestiones para la recuperación de la iglesia del convento y su declaración como Monumento Nacional, y utilizó los restos del convento como sede de la institución. la Ley de 14 de agosto de 1895, estipulaba que la Comisión de Monumentos asumiría el control del edificio y que el Ministerio de Fomento ejecutaría «las disposiciones oportunas para asegurar su conservación, ornato y custodia». Esto sucedió exactamente un año después de la fundación de la Sociedad Arqueológica de Pontevedra, presidida por Casto Sampedro Folgar, el 15 de agosto de 1894. Esta Sociedad eligió el edificio para la futura sede del proyectado Museo en una reunión celebrada el día anterior en el despacho del presidente.
En 1903, cuando se habían iniciado las obras del Instituto de bachillerato que ocupaba parte de las Ruinas, la Sociedad Arqueológica solicitó un local en la planta baja del Instituto para albergar las colecciones que se expondrían en la segunda sección del Museo, situado en un local propiedad de la Diputación Provincial. La Sociedad obtuvo la concesión de uso de estos locales en 1905, aunque sólo recibió una sala una vez terminada la construcción, que fue cambiada por un pequeño patio en 1945, donde se construyeron los arcos decorativos de la sala capitular del antiguo convento, donados por los herederos de Augusto González Besada, y para parte del sótano destinado entonces a exponer la colección de epigrafía. Estas obras concluyeron en 1947. En 1938, la sociedad cedió el edificio al Museo Provincial de Pontevedra, que convirtió el espacio en su sección arqueológica y lo dedicó a la exposición permanente de sepulcros de personajes históricos de la ciudad, lápidas gremiales y escudos heráldicos, procedentes de enterramientos en el propio templo y de casas nobles de la ciudad y la provincia.
En 2008, durante las obras de construcción de un aparcamiento subterráneo en la Plaza de España, se descubrieron restos de cimentación de la iglesia gótica y unas veinte fosas correspondientes al cementerio exterior de la misma.

## Descripción
En la actualidad solo se conserva la cabecera porticada, con cinco capillas correspondientes al brazo transversal del crucero, mientras que la entrada al recinto se hace desde el extremo opuesto a este. La cabecera de la iglesia de cinco ábsides es una circunstancia excepcional en la arquitectura gótica en Galicia. La iglesia se caracterizaba por su planta en forma de cruz latina, con una cubierta de madera y bóvedas de crucería en las capillas del ábside. Sus elevados muros albergaban ventanas ojivales adornadas con vidrieras de colores, y la fachada principal exhibía un imponente rosetón.
El Museo de Pontevedra dedicó este espacio a la exposición permanente de piezas pétreas relacionadas con la historia de la ciudad y la provincia. En el exterior se exponen al público no solo las propias ruinas sino también sepulcros de personalidades pontevedreses y laudas gremiales, algunos de ellos procedentes de los enterramientos que se realizaron en la propia iglesia, y una amplia colección de escudos heráldicos, procedentes de las casas nobles de la ciudad y de la provincia, cedidos por los propietarios o herederos en el momento del derribo de las mismas o adquiridas por el propio museo.
El espacio museístico está constituido, por los restos conservados de la propia iglesia:
- La capilla central, mayor. Se sabe que estaba en construcción en 1331 (la primera del lado del Evangelio data de 1360 y las dos del lado de la Epístola son de finales del siglo XV y principios del siglo XVI).
- A la izquierda de la anterior, la capilla de Santa María Magdalena, rebautizada después bajo la advocación al Espíritu Santo.
- Más a la izquierda, en el extremo norte del crucero, la capilla del Espíritu Santo antigua, más tarde llamada de Santo Domingo de Suriano. En esta capilla está el sarcófago de Tristán de Montenegro.
- A la derecha de la capilla mayor está la capilla de San Pedro Mártir, rebautizada como capilla del Buen Jesús.
- A la derecha de la anterior, en el extremo sur del crucero, se localiza la capilla de San Tomé, llamada después de San Andrés.

A la derecha de esta última estaba la capilla de Santo Jacinto y la torre, derribadas entre 1864 y 1870, y la sacristía, ya frente a las capillas. En el muro de la zona de la sacristía se puede ver un rosetón que fue trasladado desde la fachada norte (donde hoy está el acceso al recinto). Junto a la sacristía se sitúa la entrada a la sala capitular, precedida por una arquería que procede del antiguo convento.

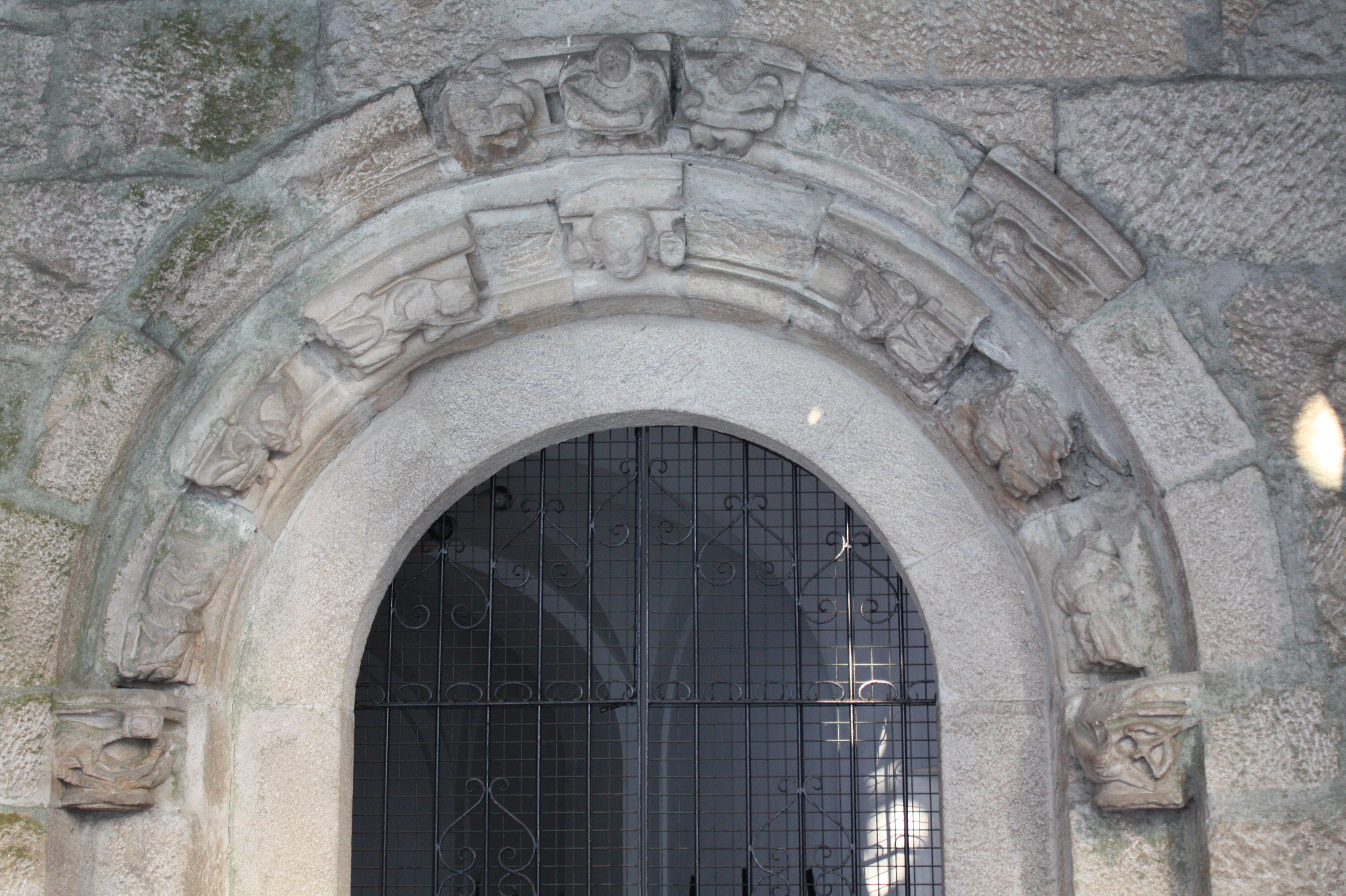
Arco de entrada a la sala capitular, procedente de la antigua iglesia de San Bartolomé el Viejo.

Entre los sepulcros expuestos destacan los de Payo Gómez de Sotomayor. También estaba expuesto el de su hijo Sueiro, hoy en el Edificio Castelao del Museo de Pontevedra.
La sala capitular, con arquería del siglo XV formada por cinco arcos geminados lobulados y situada antiguamente en el claustro del convento,  fue ampliada y aprovechada para exponer piezas más sensibles, como capiteles, estatuas, tímpanos, baldaquinos etc. La entrada la esta sala se hace a través de un arco construido con las dovelas recuperadas de la portada occidental de la iglesia de San Bartolomé el Viejo, derribada en 1842. La reconstrucción hipotética fue realizada bajo la dirección de Xosé Filgueira Valverde para construir una portada con dos arquivoltas, aprovechando siete dovelas (seis ancianos músicos sedentes y un ángel) más la cabeza de Cristo en la clave inferior y tres ángeles con filacterias o un libro, en la superior. Parece ser que en la reconstrucción se alteró la forma original de las esculturas y que la disposición no corresponde con el arco de medio punto que se hizo sino que se trataría originalmente de un arco apuntado, más propio de la fábrica gótica del edificio de San Bartolomé el Viejo. En el sótano de esta sala capitular se habilitaron algunas estancias dedicadas a la restauración.
La Sociedad Arqueológica de Pontevedra llegó a reunir una importante colección de escudos heráldicos, que se exponían tanto en el interior del recinto como en el jardín exterior, entre los contrafuertes de las capillas, hasta un total de 63, pero tras la remodelación llevada a cabo en 2016 se retiraron un buen número de estos escudos, manteniendo expuestos únicamente 19 (nueve frente a la sala capitular y 10 en la antigua sacristía). Además de estos escudos recuperados de otras localizaciones, las ruinas muestran otros cinco escudos encastrados en las paredes de la iglesia.

## Galería de imágenes

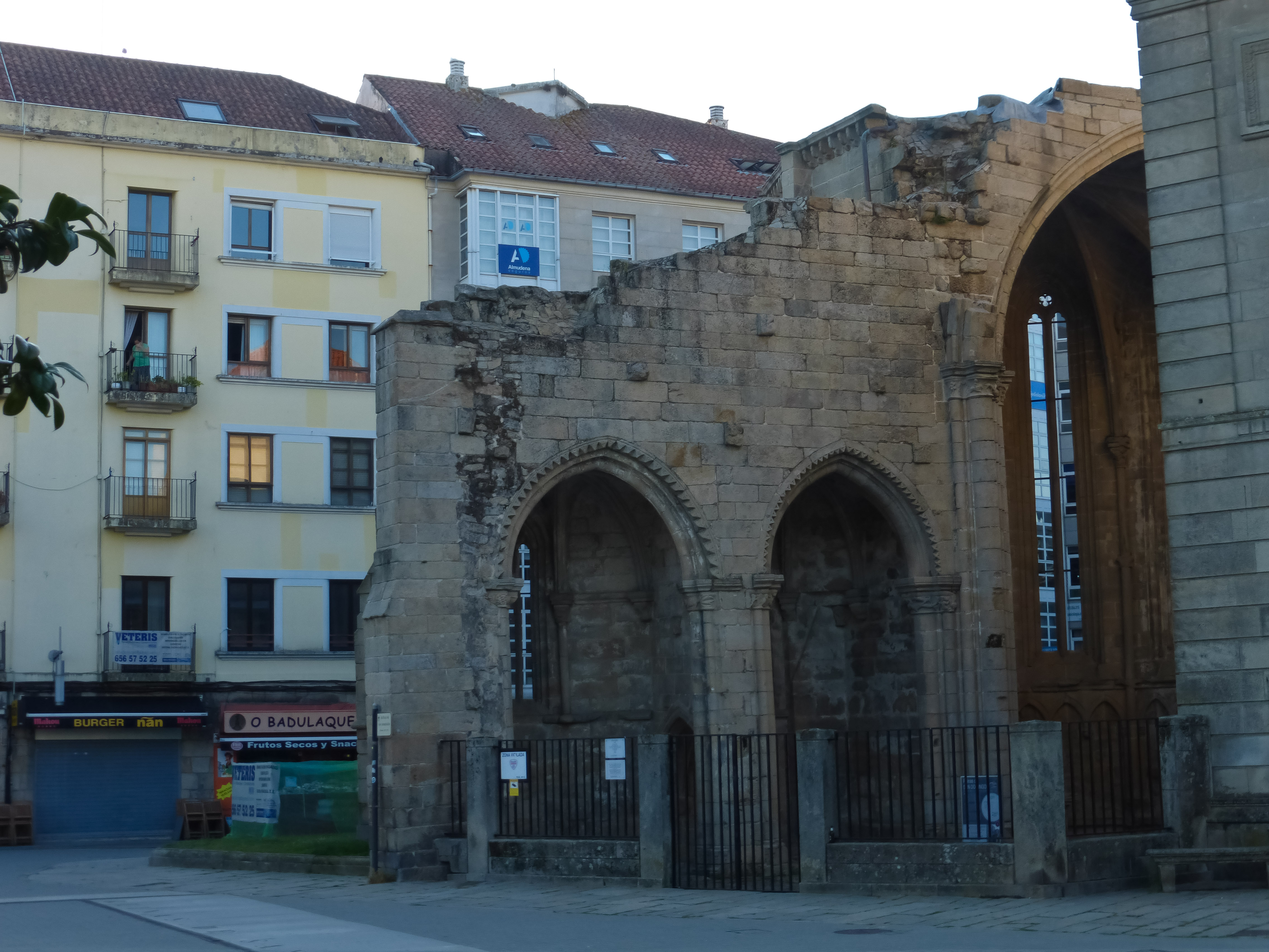
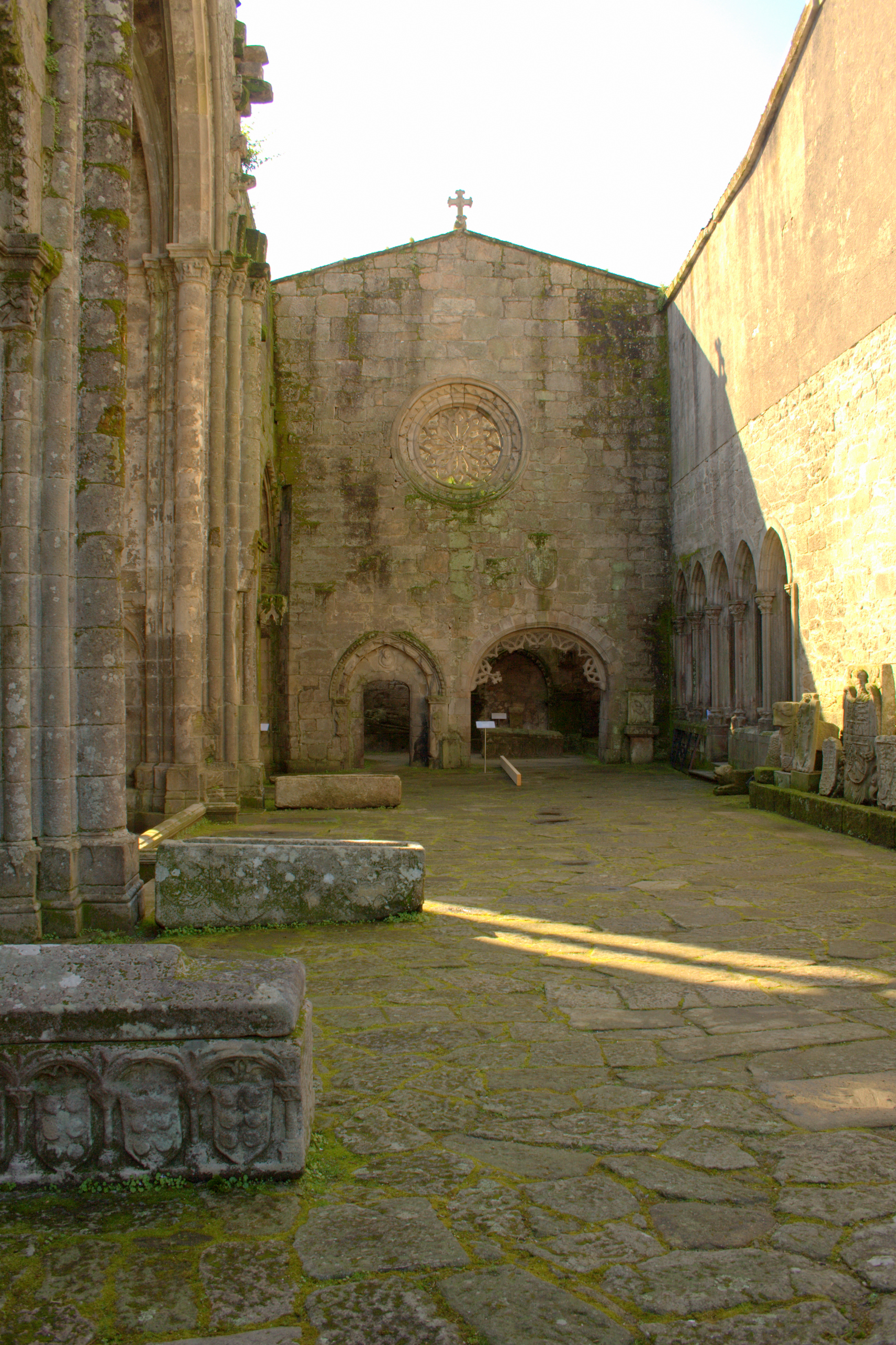
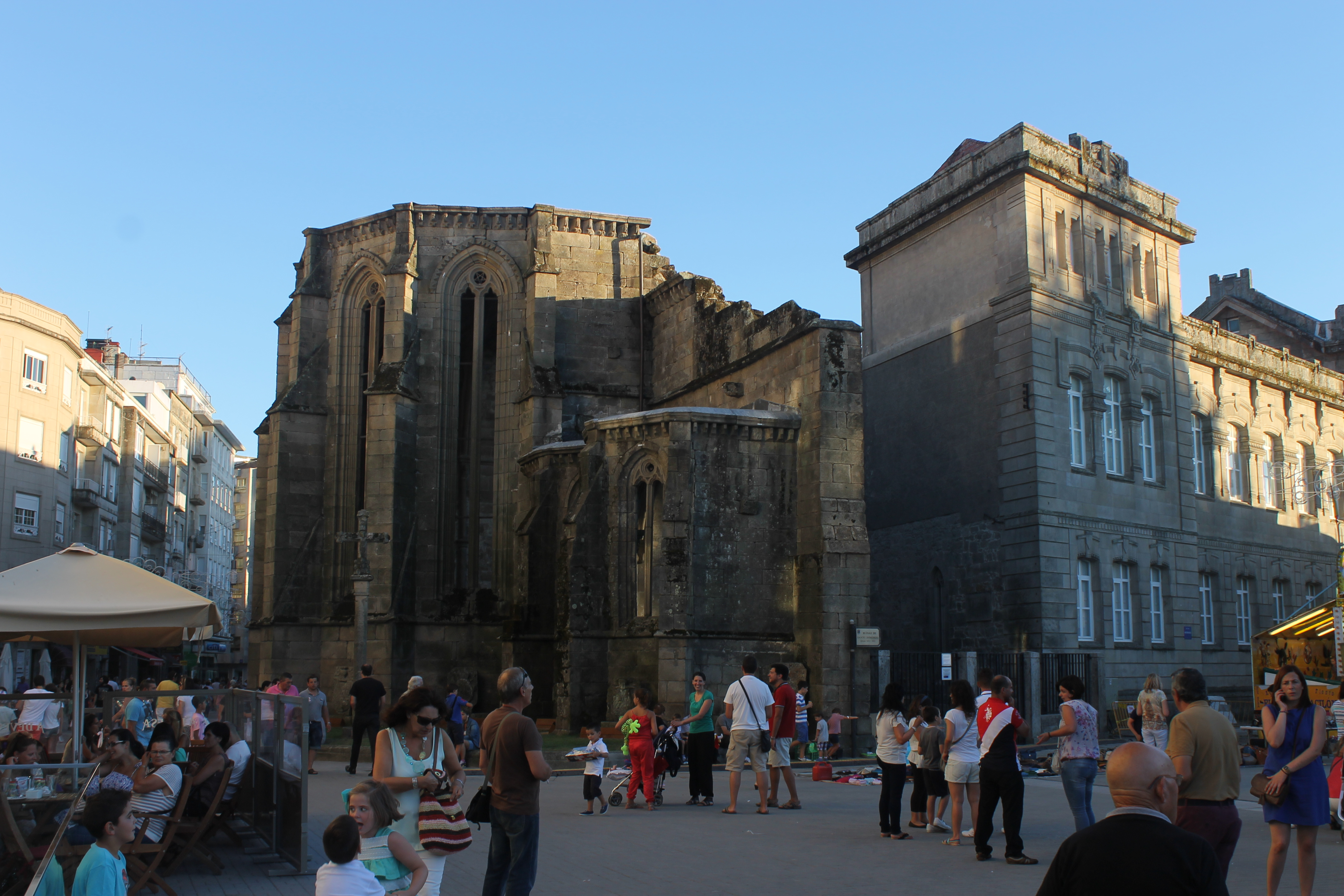
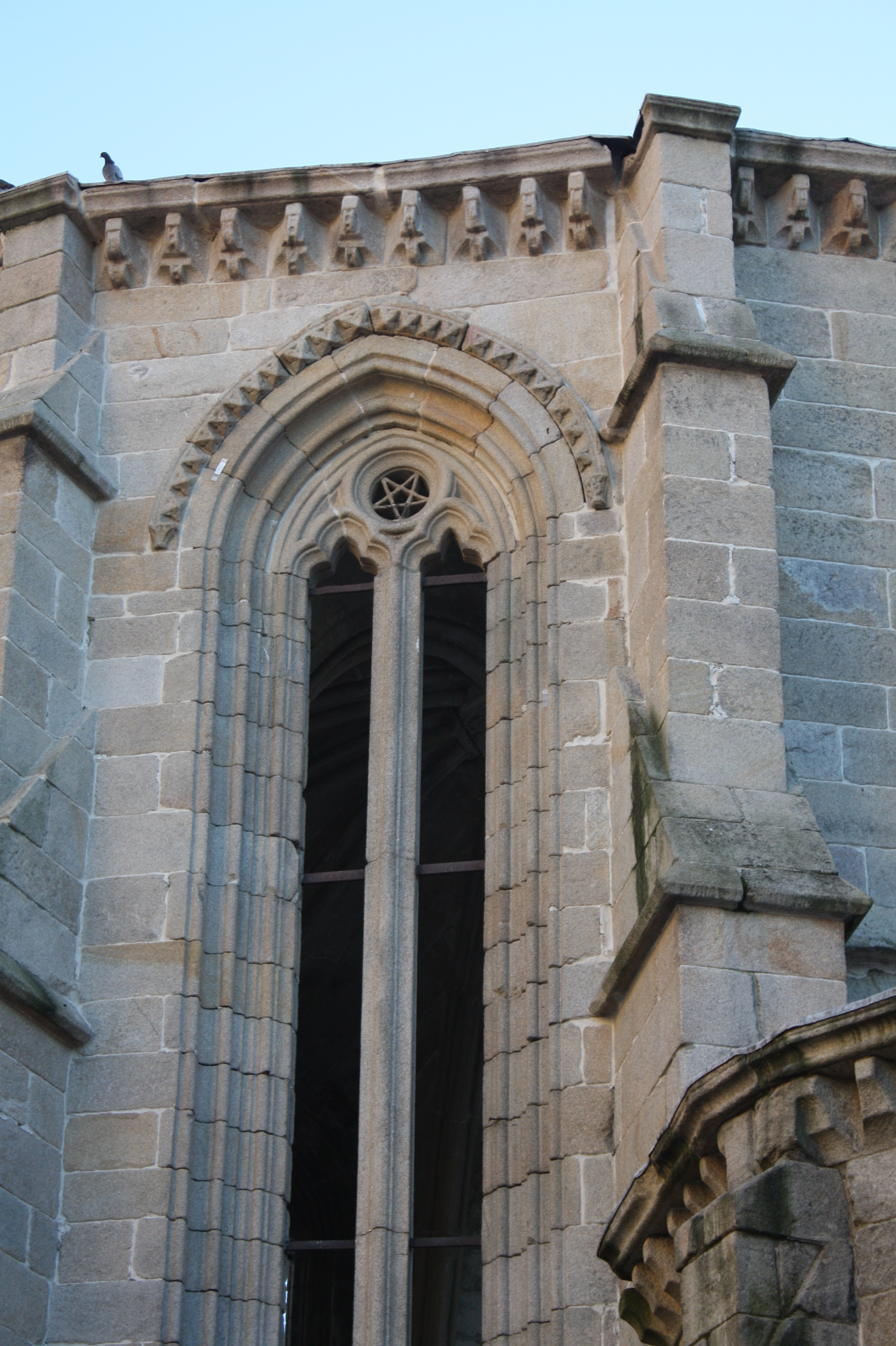
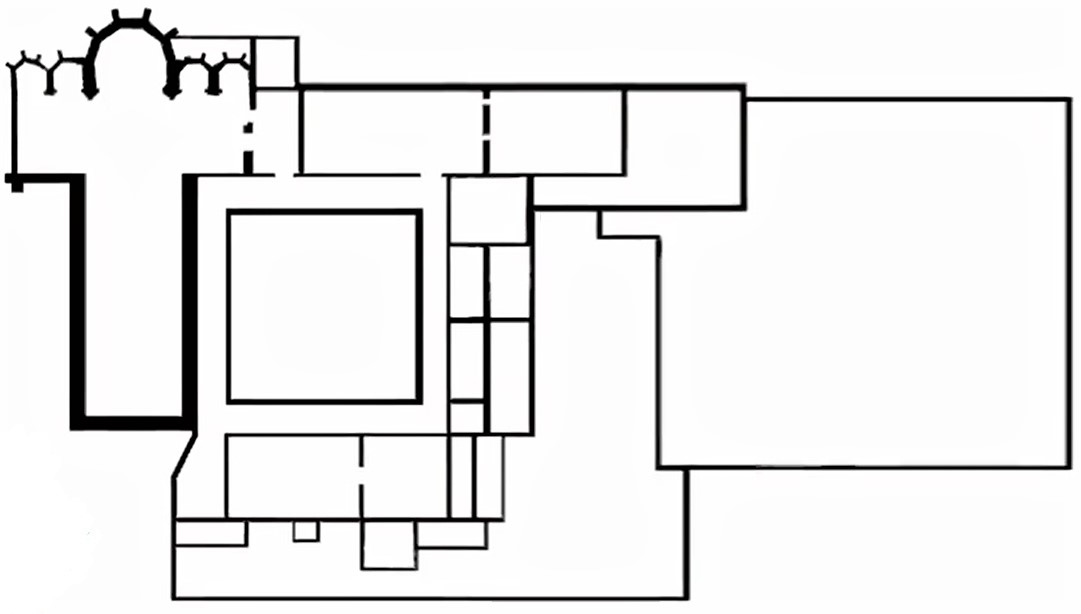
Plano de la iglesia y del antiguo convento
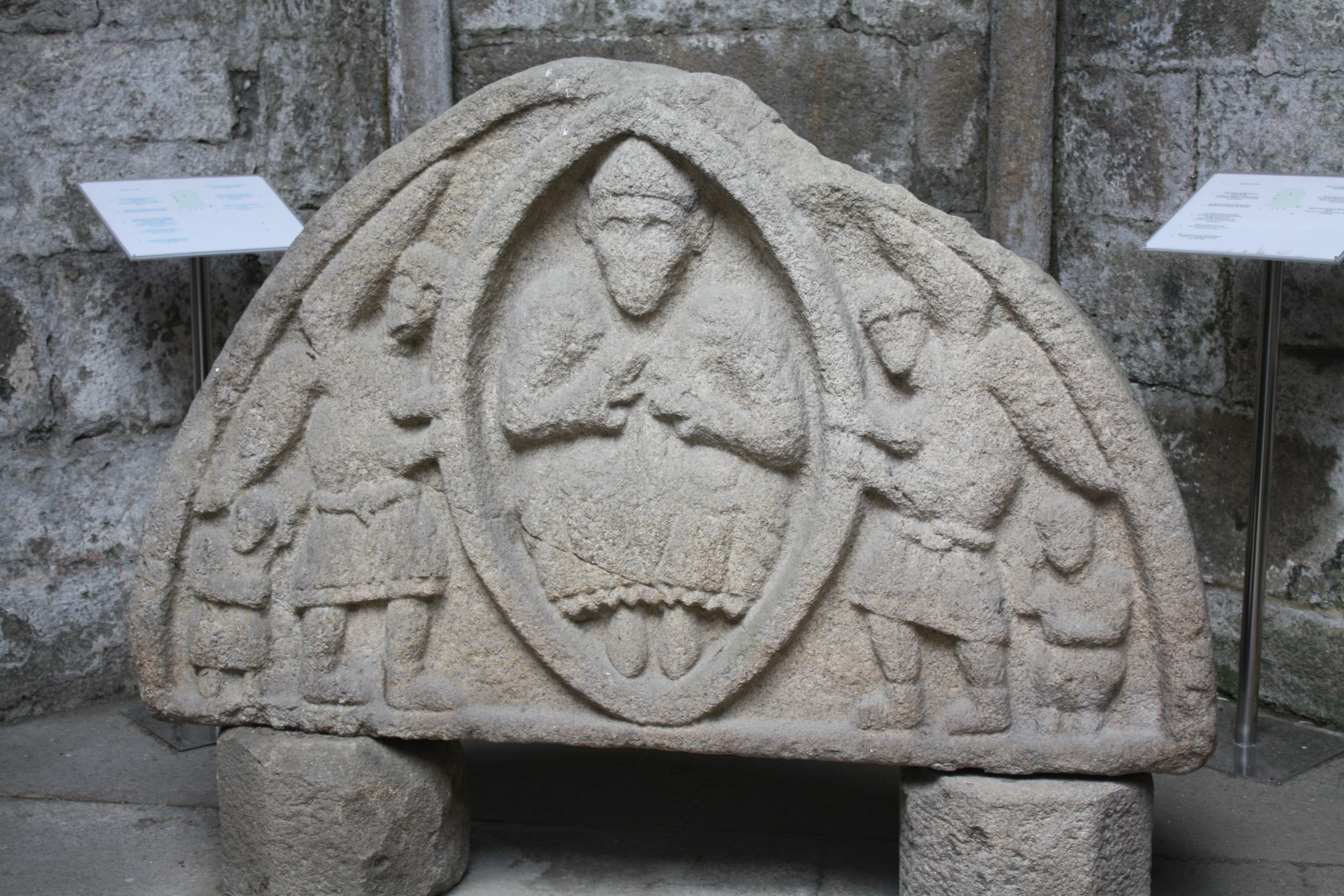
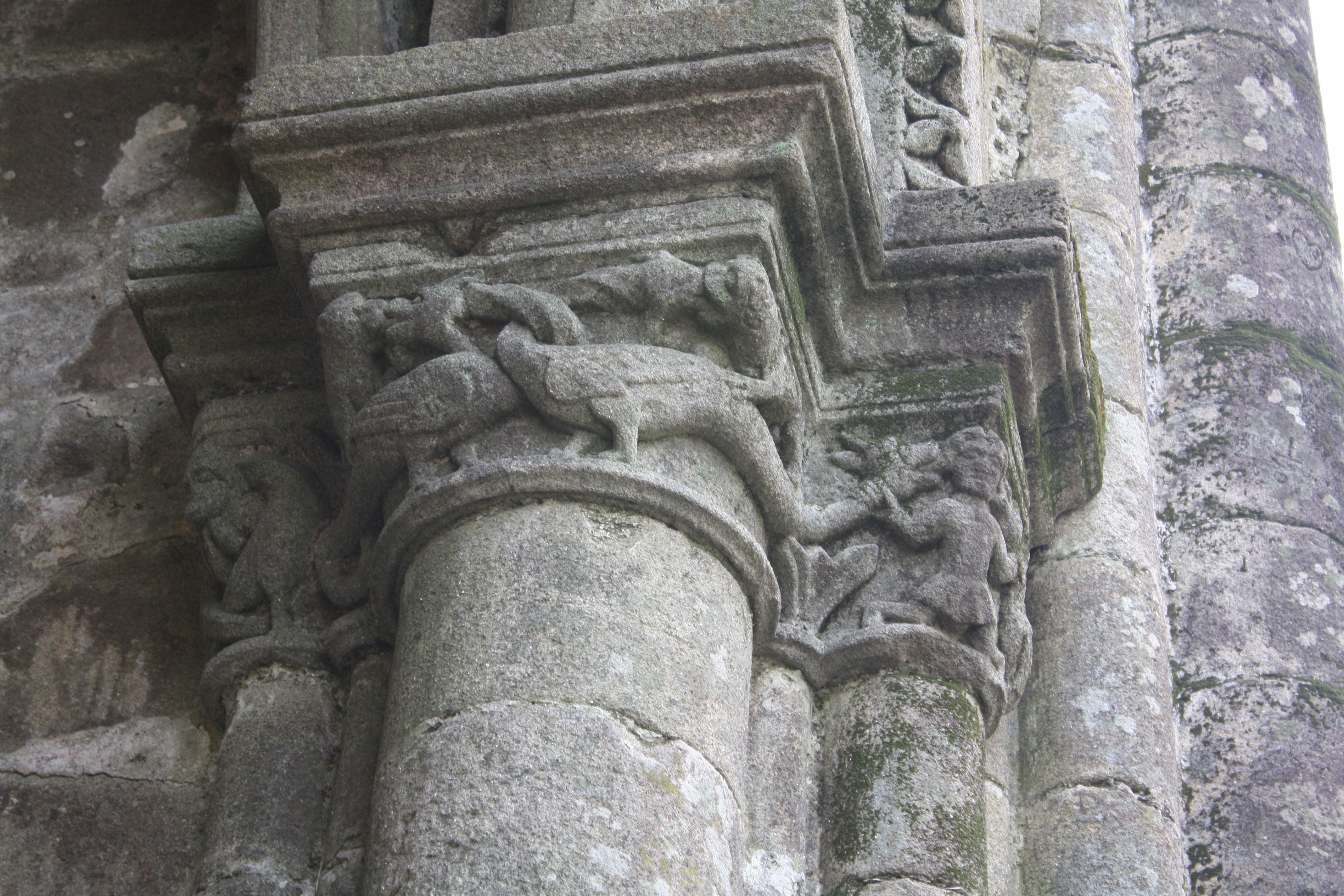
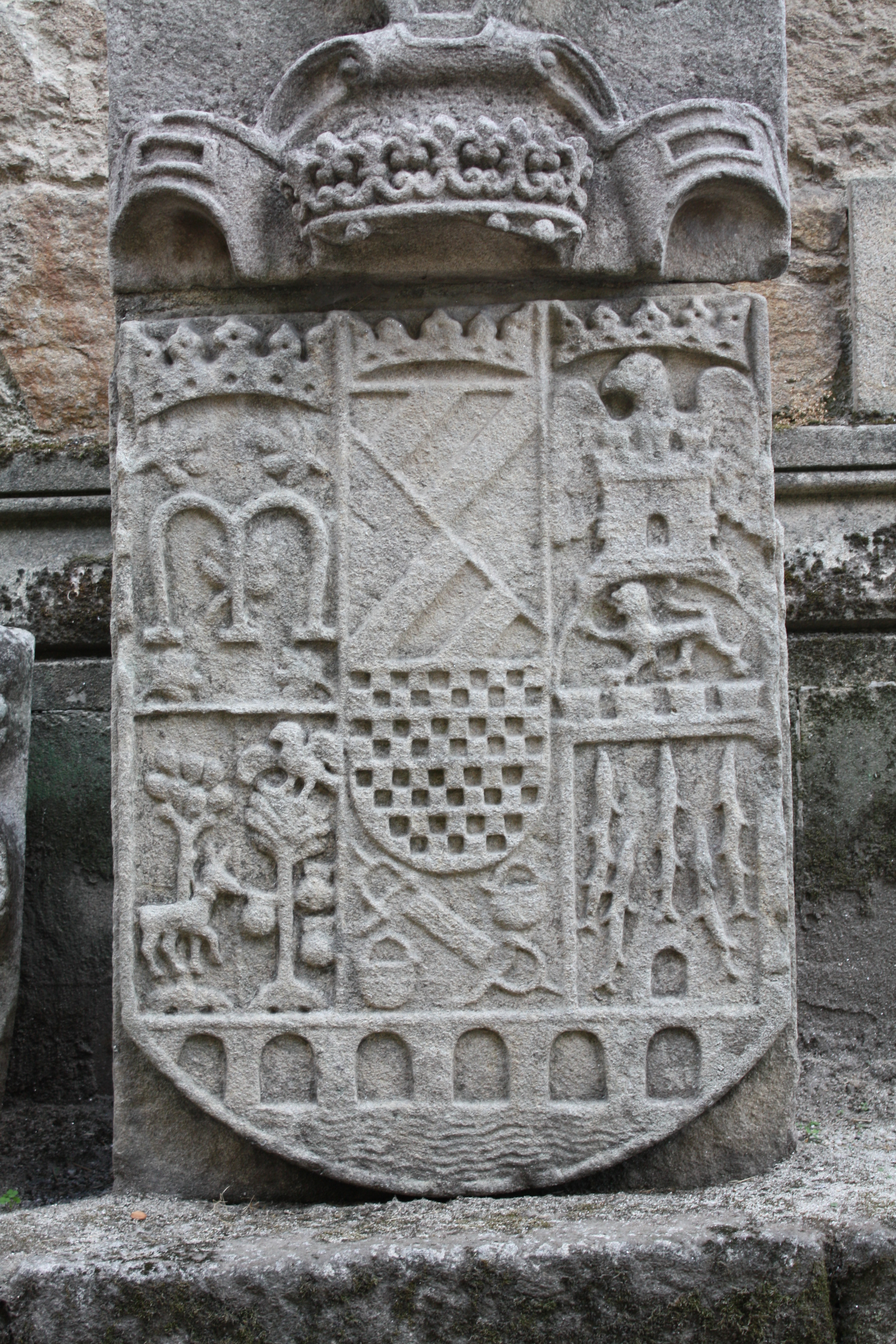
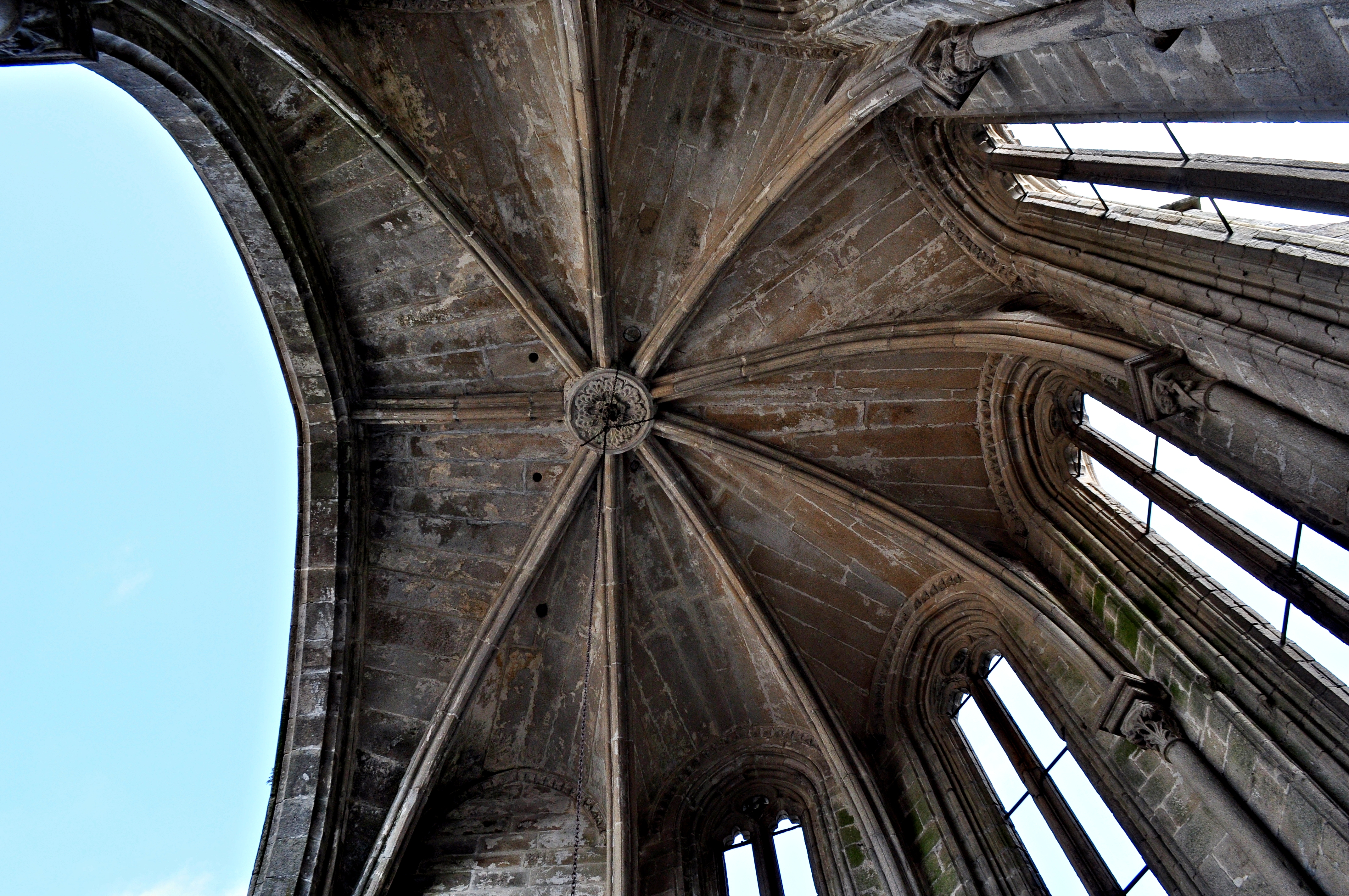
Bóveda de la iglesia
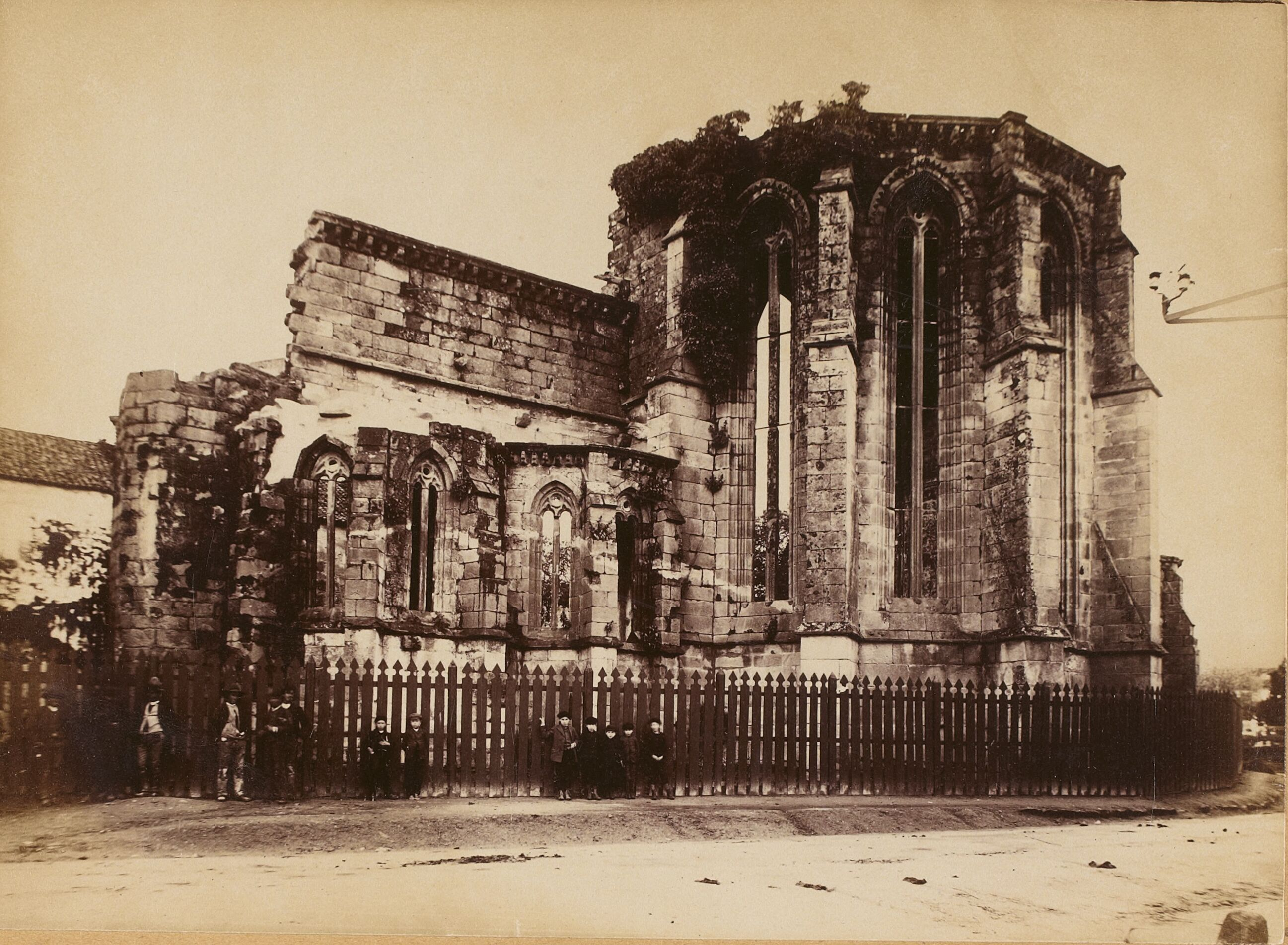
Las ruinas de Santo Domingo en 1889
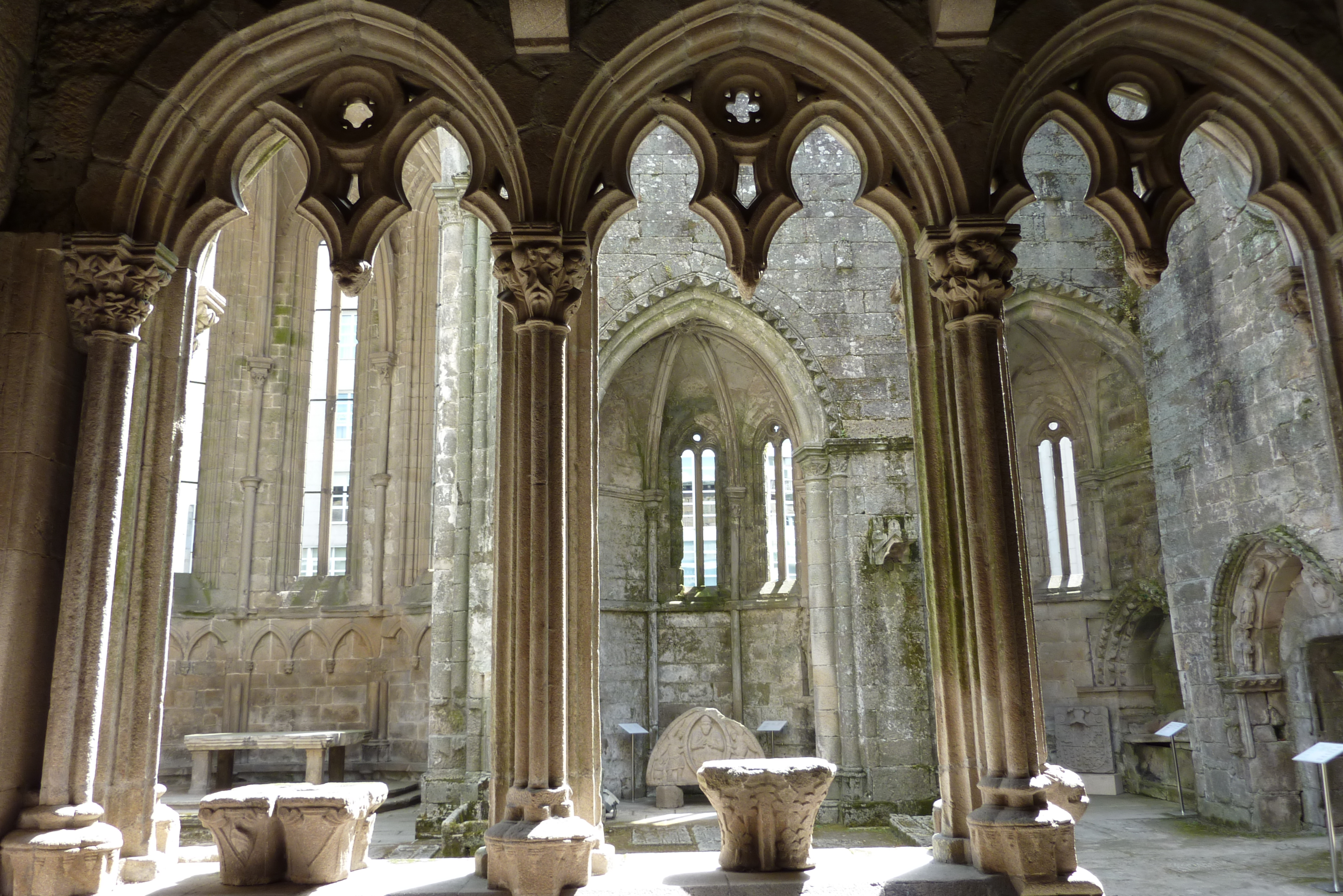
Arquería de la sala capitular